# Unione Sportiva Oratorio Calcio
L'Unione Sportiva Oratorio Calcio è stata una società calcistica italiana con sede nel comune di Calcio, in provincia di Bergamo.
Affiliatasi alla FIGC il 9 luglio 1961, ottenne quale maggior risultato della propria storia la partecipazione alla Serie C2 2007-2008 come "Calcio Caravaggese".
Dopo essere passata attraverso un estemporaneo tentativo di fusione col Caravaggio, mai pienamente concretizzato, e due cambi di denominazione, ha cessato definitivamente l'attività nel 2016, allorché si è fusa con la Romanese dando origine a un club unificato.

## Storia
Per il primo trentennio di militanza nella FIGC, dal 1961 a metà anni 1990, l'Unione Sportiva Oratorio Calcio (fondata, come desumibile dal nome, nell'ambito della locale parrocchia di san Vittore Martire) giocò unicamente nei campionati dilettantistici carattere regionale e provinciale. 
Fu sotto la presidenza di don Marco Genzini, divenuto nel 1992 parroco di Calcio, che la squadra bianco-granata iniziò a migliorare in modo decisivo il proprio rendimento, passando nel giro di pochi anni dalla Terza Categoria alla Serie D, categoria conquistata nel 2000-2001 grazie alla vittoria nei play-off di Eccellenza.
Stabilizzatosi nella nuova categoria, nel 2004-2005 il Calcio vinse l'unico trofeo nazionale della propria storia, la Coppa Italia Serie D, e arrivò a sfiorare la promozione tra i professionisti, che però non si concretizzò.
In vista della stagione 2006-2007 la dirigenza calcense si accordò con alcuni soggetti legati al Caravaggio: da ciò scaturì il tentativo di creare una squadra unificata, che prese il nome di Unione Sportiva Calcio Caravaggese, con sede legale a Calcio e campo interno allo stadio comunale di Caravaggio. La scelta però riscosse scarso successo tra i tifosi, anche perché il Caravaggio non volle sciogliersi e proseguì regolarmente la propria attività.
La nuova realtà si piazzò al secondo posto nel proprio girone di Serie D e venne poi ripescata in Serie C2, che comportò la necessità di tornare a giocare nell'allora più capiente stadio Franco Schieppati di Calcio. La permanenza dei professionisti fu però effimera: la Calcio Caravaggese si piazzò sedicesima nel proprio girone e quindi perse i play-out, retrocedendo immediatamente.
Nel 2009 la componente caravaggese fuoriuscì dal sodalizio, che quindi prese il nome di Unione Sportiva Dilettantistica Calcio; nel 2008-2009 perse i play-out di Serie D e tornò in Eccellenza dopo 10 anni.
Nell'estate del 2016 la fusione con la Romanese, da cui scaturisce un club unificato denominato Associazione Sportiva Dilettantistica Calcio Romanese (che unisce il granata-bianco di Calcio all'azzurro-blu di Romano di Lombardia) sancisce la fine della tradizione sportiva calcense.

## Palmarès

### Competizioni nazionali
- Coppa Italia Serie D: 1

2004-2005

### Competizioni regionali
- Promozione: 1

1998-1999 (girone D)